# Mužinac
Mužinac (serbisches-kyrillisch: Мужинац) ist ein Dorf in Serbien. Da Mužinac sich am Rtanj befindet, der von Touristen besucht wird, betreiben einige Haushalte Agrotourismus.

## Geographie
Das Dorf befindet sich in der geographischen Region Banja, in der Opština Sokobanja, im Okrug Zaječar, im Osten Serbiens.
Mužinac liegt am nördlichen Rand des Banja-Beckens, unterhalb des Kalksteinverwerfungsabschnitts des Gebirgsmassivs des Rtanj, zwischen den Bergen Ruj und Golemi Del.
Das Dorf liegt hauptsächlich im Quellgebiet des Flusses, Železnica, einen kleinen linken Nebenfluss, des Flusses Vrmdžanska Reka.  
Die Dorfbewohner nutzen Wasser ausschließlich aus Brunnen. Es gibt nur sehr wenige Quellen im Ort. Dies ist auf die Tatsache zurückzuführen, dass hier das wasserführende Gelände entlang des Kalksteinabschnitts hoch ansteigt, der Karst damit verschmutzt ist und die Karstquellen hoch aus der Kalksteinoberfläche, auf einer Höhe von 720 Metern, entspringen. 
Der Ort liegt durchschnittlich auf einer Höhenlage von 494 m über dem Meeresspiegel und erreicht eine maximale Höhe von 600 Metern. Die stärksten Winde sind der Nordwind und die Košava, die hier vom Bergabschnitt, herabsinken. Große Regenmengen bringt die Košava in den Ort. Das Dorf ist nach Süden ausgerichtet.
Mužinac, das 12 km nördlich der Gemeindehauptstadt gelegen ist, wird durch eine Landstraße, die durch das Dorf Beli Potok führt, mit der Hauptstraße verbunden, die Sokobanja mit Knjaževac, verbindet. Das Dorf ist auch mit Vrmdža und Šarbanovac über die Straße verbunden, die am oben genannten Gebirgsabschnitt, vorbeiführt. Auch über weitere Straßen, die über Šarbanovac und Trgovište führen, ist der Ort, mit Sokobanja verbunden. 
Durch das Tal des kleinen Flusses, Keštica, führt eine gute Straße zur Lokation Lukavica, und nach Crna Reka weiter. Darüber hinaus gibt es eine weitere Straße, die das Dorf mit dem Rtanj verbindet. Der Weg steigt bergauf und führt über die Lokalitäten: Gola Glavica und Čukar. 

### Rtanj

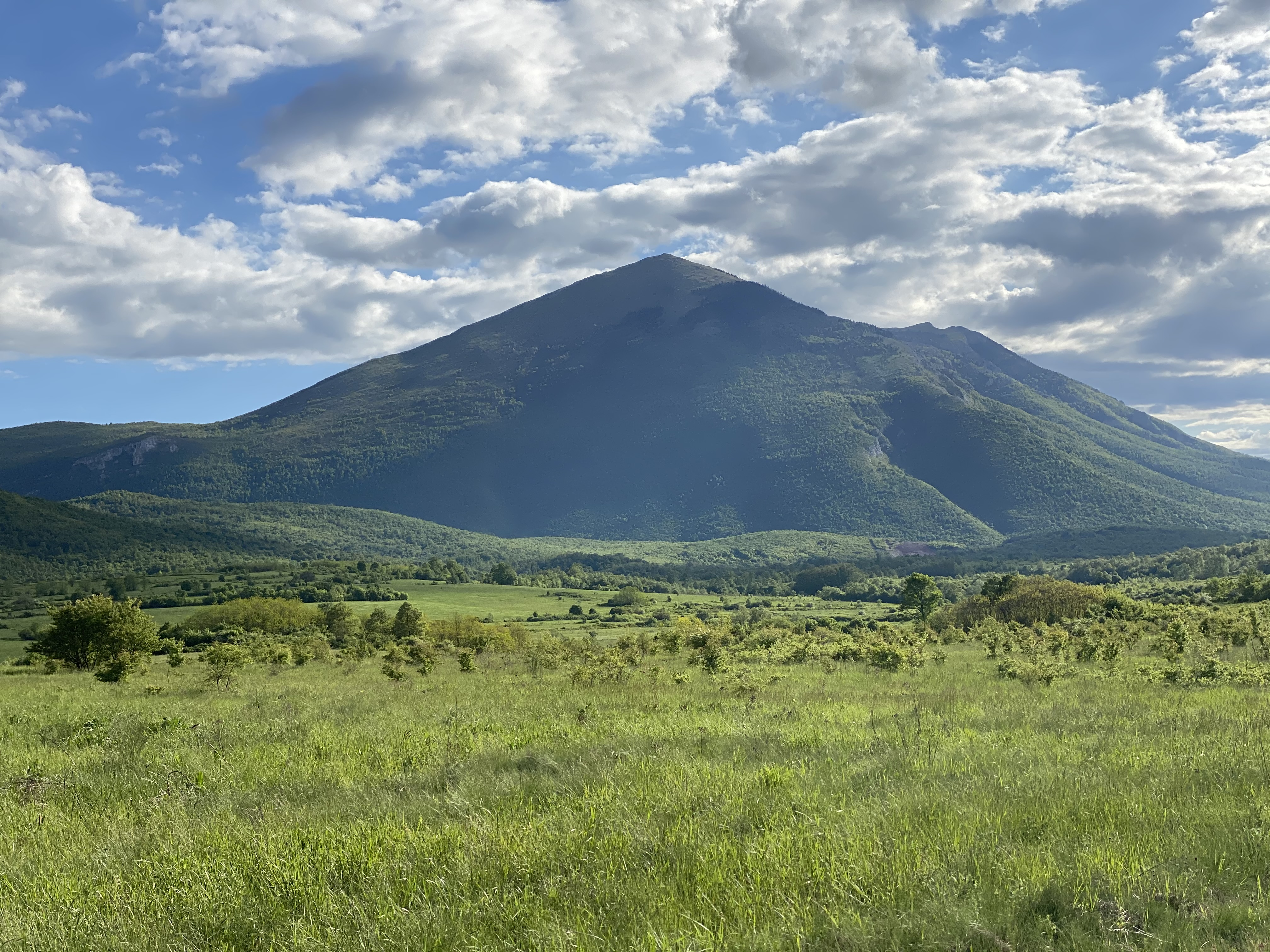
Der Rtanj und der Gipfel Šiljak

Der Ort liegt am Fuße des Rtanj, einem mystischen Gebirge mit einer regelmäßigen Pyramidenform, der seit der Antike von einem Schleier aus Mysterien und Geheimnissen umgeben ist. Die Legenden: von einem erloschenen Vulkan, seltsamen Feuerbällen, tiefen Gruben und Höhlen, steilen Gipfeln, endemischen Pflanzen, Geschichten über Außerirdische, besondere Magnetfelder und andere merkwürdige Phänomene ziehen eine große Zahl von Bergsteigern, Naturliebhabern, Wissenschaftlern und Schatzsuchern zum Rtanj an. 
Eine besondere Herausforderung stellt der Aufstieg auf den Gipfel des Rtanj (Šiljak 1560 m) dar, von dem aus der Blick bei außergewöhnlich klarem Wetter bis zum Zusammenfluss der Save und der Donau bei Belgrad reicht.
Zahlreiche Abenteurer zieht auch die 50 m tiefe Eishöhle Ledenica im nördlichen Dorfgebiet an. Auf dem Rtanj wachsen viele Heilkräuter darunter auch die sehr seltene (staatlich geschützte) endemische Pflanzenart der Nepetae rtanjensis (Rtanjska metvica).

## Dorftypus
Das Dorf ist ziemlich verdichtet. Die dichteste Bebauung findet man rund um die Železnica. Allerdings stehen die Häuser nicht sehr nah beieinander, da zu jedem Haus, ein großer Obstgarten gehört. 
Normalerweise reihen sich die Häuser, um die oben genannten Straßen, aneinander. Eine Aufteilung des Ortes in Dorfteile erfolgt nicht, vielmehr sind einzelne Ortsteile nach größeren Familien benannt.
Die Dorfbewohner betreiben Landwirtschaft und Viehzucht. Die Felder liegen hauptsächlich unterhalb des Dorfes, es gibt aber auch einige oberhalb, auf einem 600 Meter langen Abschnitt einer Terrasse, unterhalb der Lokation Nenovica, in flachen und weiten Buchten, der sonst an Kalkstein reichen Oberfläche. Die Felder unterhalb des Dorfes sind ziemlich fruchtbar. Auf höheren Flächen, insbesondere außerhalb der Buchten, sind sie jedoch karg. 
Im Sommer wird das Vieh auf Sommerweiden unterhalb des Rtanj gehalten. Auf dem Dorfgebiet gibt es nur wenige Wälder und diese sind größtenteils im Privatbesitz. 

## Bevölkerung
Das Dorf hatte 2022 eine Einwohnerzahl von 288, während es 2011 noch 344 waren, nach den letzten drei Bevölkerungsstatistiken fällt die Einwohnerzahl weiter. Die Bevölkerung stellen Serben.

### Demographie
| Jahr | Einwohnerzahl |
| ---- | ------------- |
| 1948 | 922           |
| 1953 | 922           |
| 1961 | 895           |
| 1971 | 835           |
| 1981 | 762           |
| 1991 | 643           |
| 2002 | 459           |
| 2011 | 344           |
| 2022 | 288           |

## Geschichte
Das Dorf wechselte oft seinen Standort. Zuerst soll der Ort, auf der Lokation Selište, gegründet worden sein. Und wechselte dann den Standort zur Lokalität Selina. Von dort aus zogen die Menschen zur Lokation Keštica (um den gleichnamigen Fluss herum). Schließlich ließen sich die Dorfgründer von Mužinac am heutigen Standort nieder. 
Der Gründer des Dorfes soll ein gewisser „Joca“ gewesen sein. Näheres ist über ihn jedoch nicht bekannt. Das Dorf wuchs durch Bevölkerungswachstum und Zuwanderung.
An den alten Dorfstandorten gibt es heute noch Siedlungsspuren. Im Selište ist ein alter Friedhof erhalten geblieben.
Eine genauere Erklärung für den Ortsnamen gibt es nicht. Laut alten Erzählungen stamme der Dorfname, von dem Zustand ab, dass man an diesem Ort (vor der Besiedlung) Vieh gemolken habe und dem späteren Dorf, deshalb den Namen Mužinac, gab.
Mužinac ist bekannt für die Herstellung: des weithin berühmten Tees Rtanjski čaj, des Rtanj-Honigs, von Käse und Produkten aus Waldfrüchten und Heilkräutern. Der Honig hat eine geschützte geografische Bezeichnung erhalten.

## Belege
- Artikel über das Dorf auf der Seite www.poreklo.rs, (serbisch)
- Artikel über das Dorf auf der Seite www.soko-banja.org, (serbisch)
- Artikel über die Natursehenswürdigkeiten des Dorfes auf der Seite sokobanja.rs, (serbisch)
- Књига 9, Становништво, упоредни преглед броја становника 1948, 1953, 1961, 1971, 1981, 1991, 2002, подаци по насељима, Републички завод за статистику, Београд, мај 2004, ISBN 86-84433-14-9
- Књига 1, Становништво, национална или етничка припадност, подаци по насељима, Републички завод за статистику, Београд, фебруар 2003, ISBN 86-84433-00-9
- Књига 2, Становништво, пол и старост, подаци по насељима, Републички завод за статистику, Београд, фебруар 2003, ISBN 86-84433-01-7